# Eshkaft-e Salman

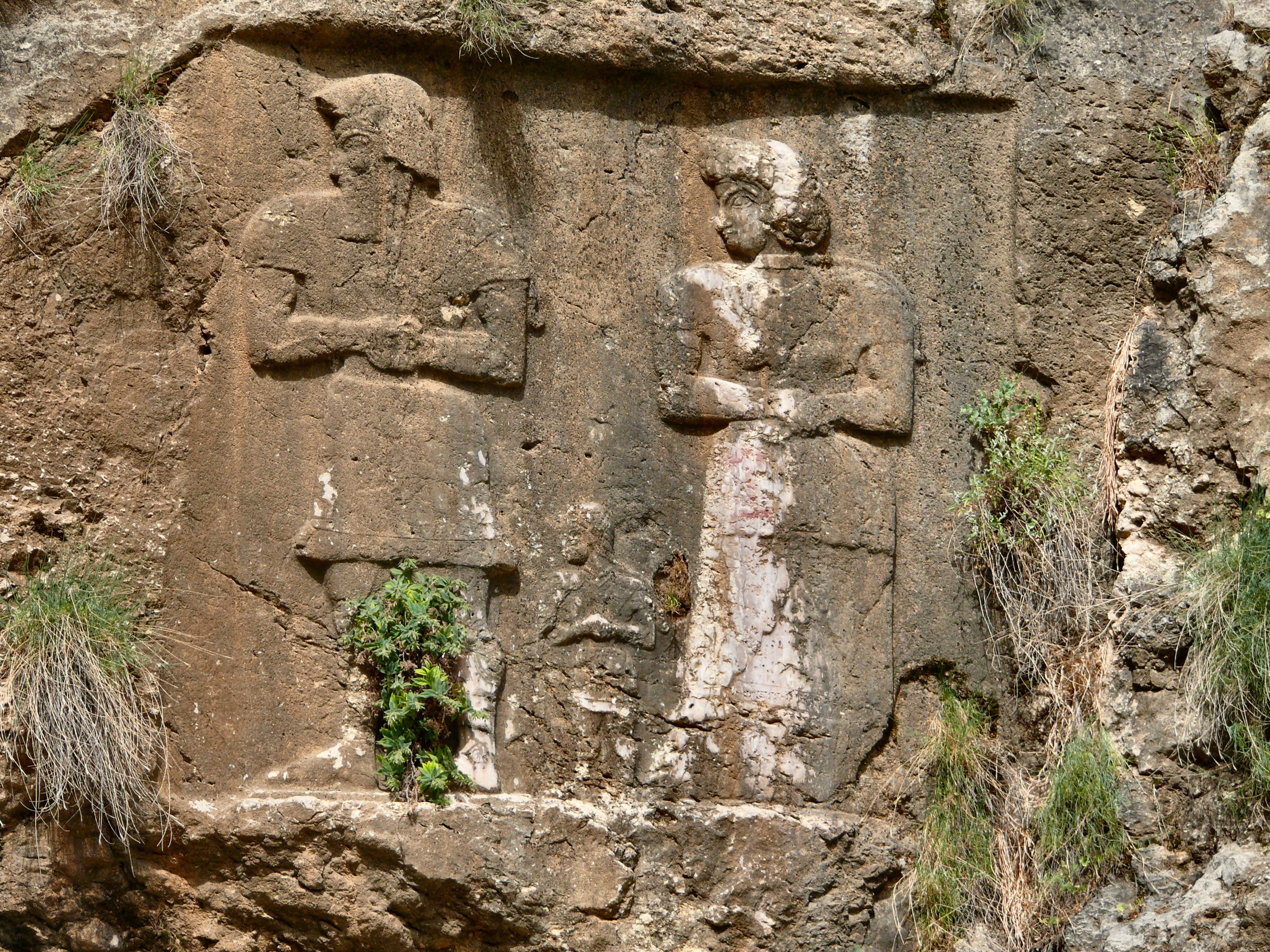
Eshkaft-e Salman II, la imagen de una mujer con dignidad muestra la importancia de las mujeres en la época elamita.

Eshkaft-e Salman, o Shikaft-i Salman, es una cueva con cuatro relieves en el interior y en el exterior de la cueva, que se encuentra al sur de Izeh, cerca de la ciudad de Juzestán, suroeste de Irán.
Una inscripción cuneiforme de 36 líneas bien conservada se encuentra a la izquierda de la figura en el relieve IV. En el relieve I una línea de dos hombres, un niño y una mujer están frente a un incensario o un altar, mientras que el relieve II muestra a un hombre, un niño y una mujer mirando hacia la izquierda. En ambos relieves los hombres llevan yelmos de tipo característicamente elamita, y trenzas de pelo cuelgan por sus hombros.
Los relieves III y IV están hoy en muy mala condición, pero Layard los describe con cierto detalle. En el relieve III reconoció que la figura tiene sus brazos elevados y sus manos unidas en la actitud de orar; una túnica desciende hasta sus rodillas; su tocado es parecido al de las otras figuras. Layard creía que había existido una inscripción a la izquierda de esta figura, y sugiere que el agua que se filtraba por la roca lo destruyó por completo. También reconoció una inscripción cuneiforme fragmentaria en el vestido de la figura. Sobre la figura en el relieve IV Layard observó que tiene una larga túnica que desciende hasta sus tobillos; parece que tenía los brazos cruzados sobre el pecho. Las barbas descienden en rizos casi hasta el pecho y el tocado se parece a los que llevaban los sacerdotes de los Magi. Parece consistir en un gorro ajustado a la cabeza y avanzando en un doblez sobre la frente. 

## Para saber más
- Potts, D.T. (1999). The Archaeology of Elam. Cambridge: Cambridge University Press. ISBN 0-521-56358-5.